# 朱红蜂鸟
朱红蜂鸟（学名：Calypte anna），也称安氏蜂鸟或紅喉蜂鳥，是雨燕目蜂鸟科的一种鸟类。
朱红蜂鸟体重约4.24克，翼长约49毫米，嘴峰长约20.6毫米，喙宽度约1.6毫米，喙厚度约1.7毫米，跗蹠长约4.6毫米，尾长约30毫米。朱红蜂鸟是部分迁徙的鸟类，其栖息在半开放的中等高度的林地中，食性为草食性，主要食物来源是植物的花蜜。
朱红蜂鸟分布于不列颠哥伦比亚省西南部至下加利福尼亚州西北部；越冬于墨西哥北部。该物种是单型物种，没有亚种分化。